# IX Cos d'Exèrcit (Bàndol republicà)
El IX Cos d'Exèrcit va ser una formació militar pertanyent a l'Exèrcit Popular de la República que va lluitar durant la Guerra Civil Espanyola. Situat al front d'Andalusia, va tenir un paper poc rellevant durant la contesa.

## Historial
La unitat va ser creada el 3 de juny de 1937, després de la dissolució de l'Exèrcit del Sud. La nova formació cobria el front que anava des del sector del riu Guadalmellato fins a Martos, comptant amb la seva caserna general a Úbeda. En el moment de la seva creació el IX Cos d'Exèrcit agrupava les divisions 20a, 21a, 22a i 24a, quedant sota la coordinació del general Carlos Bernal García. Posteriorment va quedar integrat en l'Exèrcit d'Andalusia.
Durant la resta de la contesa el IX Cos d'Exèrcit no va intervenir en operacions de relleu.
Al març de 1939, després del cop de Casado, el comandament va passar al major de milícies Valentín Gutiérrez de Miguel.

## Comandaments
Comandants
- tinent coronel d'infanteria Carlos García Vallejo;
- coronel d'enginyers Francisco Menoyo Baños;[6]
- major de milícies Valentín Gutiérrez de Miguel;[5]

Comissari
- Máximo Muñoz López;
- Cayetano Redondo Aceña, del PSOE;[7]

Caps d'Estat Major
- tinent coronel d'Estat Major José Billón Esterlich;[8]
- comandant d'Estat Major Eugenio Galdeano Rodríguez;
- comandant d'Estat Major Francisco Cabrerizo Romero;
- tinent coronel Alfredo San Juan Colomer;[3]

## Ordre de batalla
| Data               | Exèrcit adscrit     | Divisions integrades | sector               |
| 3 de juny de 1937  | —                   | 20a, 21a, 22a i 24a  | Guadalmellato-Martos |
| Desembre de 1937   | Exèrcit d'Andalusia | 20a, 21a i 22a       | Guadalmellato-Martos |
| 30 d'abril de 1938 | Exèrcit d'Andalusia | 20a, 21a i 54a       | Guadalmellato-Martos |
| Noviembre de 1938  | Exèrcit d'Andalusia | 20a, 21a             | Guadalmellato-Martos |